# Дернінген
Дернінген (нід. Deurningen) — село в нідерландській провінції Оверейсел. Входить до муніципалітету Дінкелланд.
Його площа становить 18,66 км², а населення станом на 2021 рік складало 2 015 осіб.
Перша згадка про населений пункт датується 1295 роком.

## Галерея

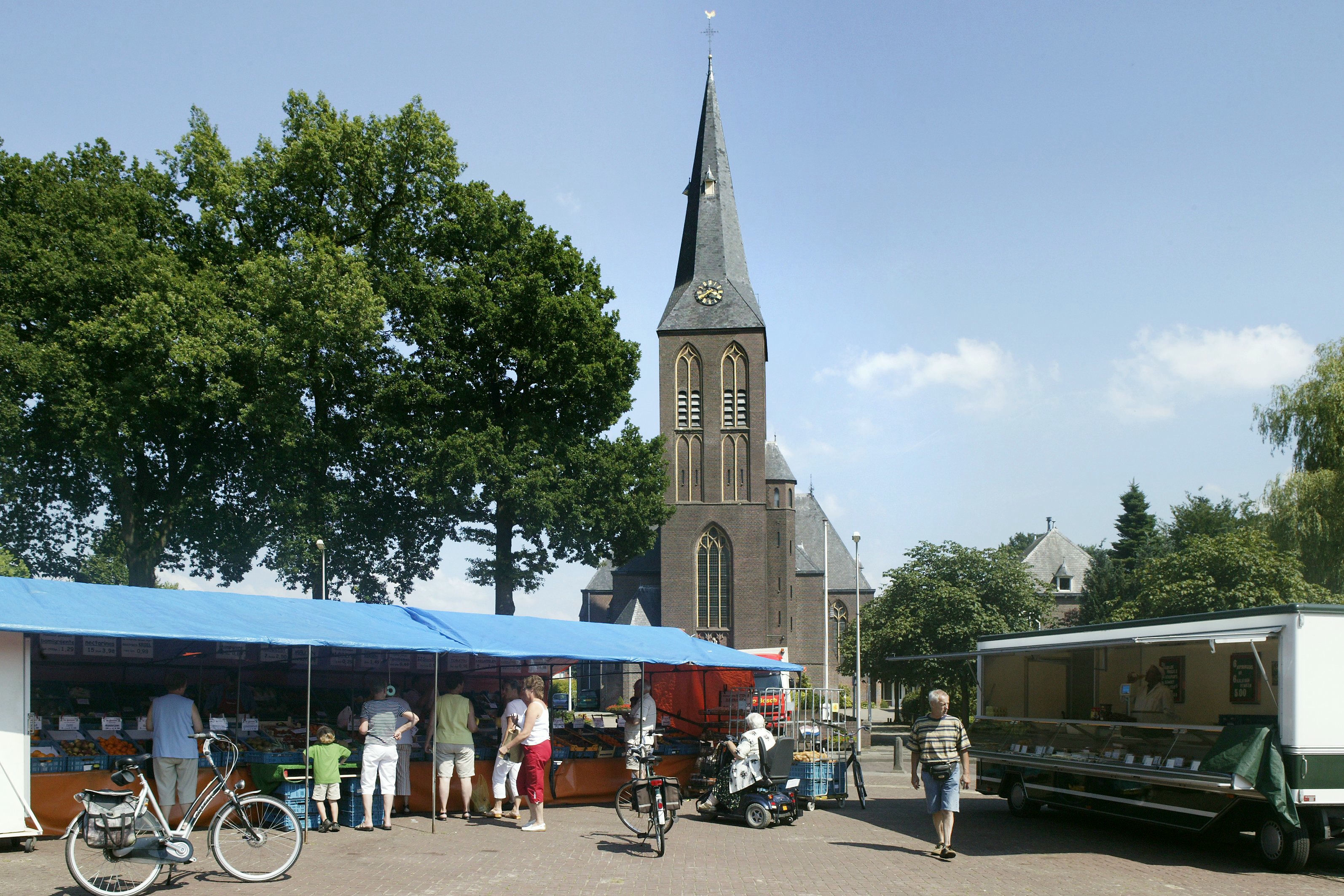
Ринок у Дернінгені
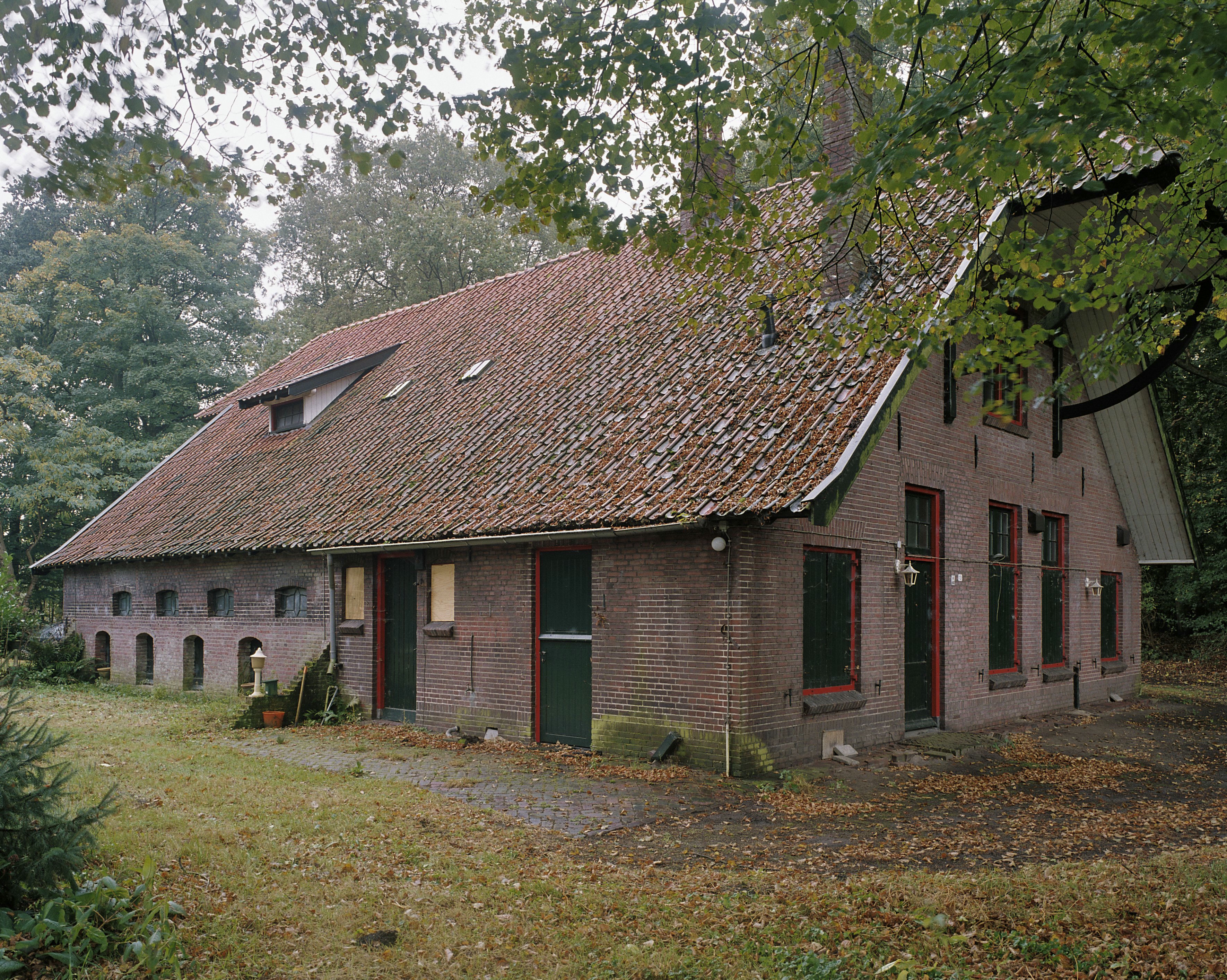
Ферма у селі